# Gabriela Augusto
Gabriela Augusto Campos de Santana (São Paulo, 1993) é uma mulher trans, consultora e palestrante brasileira, fundadora e diretora da Transcendemos Consultoria, empresa especializada em promover diversidade e inclusão nas organizações.

## Biografia
Gabriela Augusto nasceu na cidade de São Paulo, em 1993, filha única de Raquel Lima Campos Santana. Ela teve uma infância simples.
Durante a juventude, Gabriela enfrentou desafios relacionados à sua identidade de gênero. Desde criança, ela gostava de vestir as roupas de sua mãe, o que a deixava muito feliz. Sua mãe sempre a apoiou nessas expressões, reconhecendo sinais de sua transgeneridade desde cedo.
Essas experiências na infância e na adolescência e seu interesse desde cedo pela Internet contribuíram para moldar sua trajetória pessoal e profissional, levando-a a fundar a Transcendemos Consultoria, focada em diversidade e inclusão.
Gabriela Augusto é formada em Direito pela Pontifícia Universidade Católica de São Paulo (PUC-SP), com especialização em Design Thinking pela Echos Innovation Lab. Ela iniciou sua carreira focada em consultoria para a criação de políticas inclusivas e o desenvolvimento de ambientes mais inclusivos em empresas; como Arcor, Kraft-Heinz, Disney, Citigroup, Natura, Facebook e Google.

## Prêmios e reconhecimentos
- 2020 - prêmio LGBTQ+ Achievement Award, da consultoria McKinsey & Company, por suas contribuições na promoção da diversidade no ambiente corporativo[5][6]
- 2020 - Top Voice pelo LinkedIn[5]
- 2022 - lista "Under 30", da Forbes Brasil[3]

## Links externos
- Instagram
- Transcendemos Consultoria